# 満洲国軍事諮議院
満洲国軍事諮議院（まんしゅうこくぐんじしぎいん）とは、満洲国の皇帝直隷機関である。日本における軍事参議院に相当する。

## 概要
1939年（康徳6年）1月4日の勅令によって設けられた機関で、重要軍務に関する皇帝の諮詢に応じることを任務とした。
諮議院は議長・諮議官・幹事長・幹事から構成された。諮議官は軍事部(1943年までは治安部)大臣及び親補された陸軍上将・中将が務め、特に必要がある場合には特定議題に限定した臨時諮議官が任命される事もあった。議長は諮議官の中で最古参のメンバーが担当した。幹事長は参謀司長かそれに相当する将官が担当し、諮議院の庶務を統括した。幹事には幹事長の補佐役として軍事部中校(中佐相当)1名が担当した。

## 参考資料
- 勅令第2号「軍事諮議院令」『満洲国政府公報日訳』第1420号、康徳6年1月。